# Laurent Esquerré
Laurent Esquerré, né le 21 mars 1967 à Toulouse, est un sculpteur, peintre, et dessinateur français. Il vit et travaille à Ivry-sur-Seine.

## Biographie
En 1987, Laurent Esquerré quitte sa ville natale pour entreprendre des études d’art. Il rentre à l’Académie Charpentier à Paris afin de préparer les concours d’entrée aux grandes écoles.
L’année suivante, il est à la fois admis à l’École nationale supérieure des arts et techniques du théâtre, alors appelée « La Rue Blanche », et à l’École nationale supérieure des beaux-arts à Paris. Il préfère poursuivre sa formation d’artiste dans l’atelier d’Ouanes Amor aux Beaux-arts.
Soutenu par les artistes Jean Michel Alberola et Henri Cueco, il obtient son diplôme en 1992 avec les félicitations du jury, et participe au Salon de Mai se déroulant alors au Grand Palais.
À ses débuts, l'artiste développe un travail essentiellement fait de dessins et de peintures exposés à la galerie Bernanos à Paris en 1994.
Après un séjour dans le sud de l’Italie en 2000 et la découverte de la technique de la céramique, il choisit comme support privilégié la terre dont il expérimente les multiples propriétés et métamorphoses dès son retour à Toulouse.
En 2001, à la suite de sa rencontre avec l'atelier Not Frères (Mas Saintes Puelles), l’artiste renoue avec la culture originelle de son Pays de Cocagne où perdure la tradition des terres vernissées. Il entame dans leur atelier le modelage de sculptures, les premières d’une longue série. Au cœur de sa démarche réside cet impact de la matière et du regard. Son œuvre relevant d'une forme de mythologie personnelle, il crée des histoires sculptées en toute liberté et vit ce qu'il appelle son "âge de terre". Avec l’exposition Tempête sous un crâne organisée par la galerie Valérie Cueto à Paris, il inaugure ses premières vanités aux oiseaux et réalise pour l’occasion une danse macabre faites de crânes ayant appartenu à des géants.
« Le crâne, c'est presque le rien. Il y a du rire et des larmes, un côté hispanisant » (Laurent Esquerré, 2006)
En 2002, Il crayonne sur un coin de table une collection de nouveaux modèles de vases aux formes très graphiques pour l'atelier Not Frères. Le Vase Laurent ainsi que la couverte Vert Laurent voient le jour.
En 2003, Il emménage dans un nouvel atelier à Toulouse. La nouvelle Le scarabée d’or d’Edgar Allan Poe l’inspire et il se plaît alors à inventer sa propre énigme. Le crâne fétiche de l’artiste s’allonge… en scarabée et fait des petits en diverses dimensions, en divers matériaux jusqu’au bijou qui sera présenté au Musée des arts décoratifs de Paris à l’occasion de l’exposition L’Homme Paré.
En 2004, Laurent Esquerré inaugure sa première exposition personnelle à Toulouse chez l’artiste et galeriste Michel Battle.
Pour la Biennale Internationale de Céramique à Vallauris en 2006, il a «carte blanche» pour investir la Chapelle de la Miséricorde. Les formats des sculptures sont de plus en plus importants. Se retrouvent à taille humaine des lièvres disproportionnés où l'animal se mêle au minéral dans une synthèse inédite et vibrante.
En 2008, une exposition organisée au château de Laréole par le Conseil Général de la Haute Garonne et le galeriste Fabrice Galvani retrace le parcours de l'artiste et rend compte de la multiplicité de ses pratiques.
Deux ans après, il est invité à participer à Circuit Céramique, la scène française contemporaine, au Musée des arts décoratifs de Paris, où il présente un épi de faîtage géant, haut de 5 mètres, couronné d’oiseaux, et réalisé en étroite collaboration avec l'atelier Not Frères . Une rencontre avec le Pays de Fougères en Bretagne et ses routes bordées de calvaires lui permet de célébrer dans une vision très personnelle ces monuments religieux. Son Calvaire d'argile, sculpture de plus de 2 mètres de haut, sera tour à tour présenté à la galerie Thébault à Bazouges La Pérouse, à la 16e Biennale de Céramique de Châteauroux, et enfin au Musée des Arts et du Design de New York dans le cadre de l'exposition Body and Soul : New International Ceramics.
L'année 2010 est aussi le retour et l’installation de l’artiste dans un nouvel espace aux portes de Paris qui lui permettent l'exploration des matériaux les plus divers (le bois, la cire, le métal soudé, ou plus récemment la feuille de papier d'aluminium) et le changement d'échelle. Il crée ainsi en 2012 une installation monumentale sculptée La Calypso chez le Père Ignace (V. Victor Jouffe, juin 2012) pour la Chapelle Saint Louis du Collège Henri IV à Poitiers. L'artiste utilise des kilomètres de feuilles de papier d'aluminium - consolidées par un squelette de métal - matière ductile qu'il se plaît à modeler comme de l'argile et qui correspond à une recherche d’élévation et de légèreté après les pesanteurs expérimentées de la terre.
En 2015, après Antoni Tapies, Jean-Pierre Pincemin, Vincent Corpet, Duncan Wylie, Martine Schildge, Iris Levasseur... Laurent Esquerré est choisi  pour investir l'espace de la galerie Juio Gonzalez à Arcueil. Il y présente un ensemble de sculptures inédites, ainsi que quelques œuvres en deux dimensions (dessins), dans une exposition intitulée L’Anankè renvoyant au roman Les Travailleurs de la Mer de Victor Hugo.
C'est lors d'un nouveau séjour italien en 2013, à Vietri-sul-Mare, que Laurent Esquerré rencontre le céramiste Vincenzo Santoriello avec lequel de nombreux artistes tels que Miquel Barcelo, Manuel Cargaleiro, Enzo Cucchi, Ugo Marano ou encore Ettore Sotsass ont collaboré. Surgit aussitôt l'envie de travailler ensemble et une résidence artistique est programmée pour l'été 2014. Le sculpteur souhaite aller plus loin dans sa démarche unique de travail de la terre, pousser la matière jusqu'à ses limites, et poursuivre ainsi sa réflexion sur le changement d'échelle. Il agrémente ainsi sa fabrique du monde d'une série de quatre sculptures monumentales à l'expressionnisme revisité de façon très personnelle. L’aboutissement de cette fructueuse période de créations et d’échanges passionnants entre l’artiste et l’artisan Vincenzo Santoriello est célébrée dès 2016 par une première exposition, celle du Lièvre San Gennaro, au 116 – Centre d’art contemporain à Montreuil, et prochainement par la réalisation des sculptures pour les pendentifs de la coupole de la Cathédrale Saint-Pierre de Rennes (inauguration fin 2018).

## Expositions

### Expositions personnelles (sélection)
- 2017 : Galerie Saint-Séverin, Paris
- 2015 : Galerie Julio Gonzalez, Arcueil
- 2012 : Chapelle Saint Louis et Galerie de l’École des Beaux-arts, Poitiers
- 2012 : Galerie Charlotte Norberg, Paris
- 2010 : Galerie Charlotte Norberg, Paris
- 2010 : Galerie Thebault, Bazouges La Pérouse
- 2009 : Galerie Charlotte Norberg, Paris
- 2008 : Château de Laréole, Laréole
- 2006 : Espace Apollo, Mazamet
- 2006 : Chapelle de la Miséricorde, Vallauris
- 2005 : Galerie Saint Jacques[8], Toulouse
- 2004 : Galerie Art Circuit, Toulouse

### Expositions collectives (sélection)
- 2017   Little Eutopia par Pascale Consigny, Gare de Pont Cardinet, Paris
- 2017 : 19ème Biennale de Céramique de Châteauroux, Couvent des Cordeliers, Châteauroux
- 2016 : Avec et Sans S’Tresses - Exercice d’art contemporain, Musée de Bourgoin-Jallieu
- 2016 : F.A.I.R.E.S, Le 116 centre d'art contemporain, Commissariat Yves Sabourin, Montreuil
- 2015 : À l'ombre d'Éros, une histoire d'amour et de mort, Monastère royal de Brou, Commissariat Marie Deparis-Yafil, Bourg-en-Bresse
- 2014 : Le Village a 20 ans, Site d'expérimentation artistique, Bazouges La Pérouse
- 2014 : Tresses 13 14, Maison des Tresses et Lacets, Commissariat Yves Sabourin, La Terrasse-sur-le-Dorlay [9]
- 2013 : Body & Soul, Contemporary International Ceramics, MAD[10], New York
- 2013 : Tresses 13 dés-tresse et délacet treize, Maison des Tresses et Lacets, Commissariat Yves Sabourin, La Terrasse-sur-le-Dorlay [11]
- 2012 : DRAWING NOW, Salon du Dessin Contemporain, Galerie Charlotte Norberg, Paris
- 2011 : Biennale d’Issy 2011[12], Musée Français de la Carte à Jouer, Issy-les-Moulineaux
- 2011 : 16e Biennale de Céramique de Châteauroux, Commissariat Yves Sabourin, Musées de Châteauroux, Châteauroux
- 2010 : CHIC ART FAIR, Foire d’Art Contemporain, Galerie Charlotte Norberg, Paris
- 2010 : Circuit Céramique aux Arts Décoratifs, la scène française contemporaine, Musée des arts décoratifs de Paris
- 2010 : Gray Gallery[13], Los Angeles
- 2010 : Ce qui les rapprochait alors..., Galerie Charlotte Norberg, Paris
- 2009 : SLICK[14], Foire d’Art Contemporain, Galerie Charlotte Norberg, Paris
- 2008 : SLICK, Foire d’Art Contemporain, Galerie Charlotte Norberg, Paris
- 2008 : Flowers of Evil, Galerie Cuetoproject, New York
- 2003 : Autour d’Edgar Allan Poe, Institute of Contemporary Arts, Londres
- 2003 : Quelle tête tu fais?, Galerie Le Garage, Toulouse
- 2002 : Art Chicago, Galerie Valérie Cueto, Paris
- 2002 : ARCOo2, Madrid, Galerie Valérie Cueto, Paris
- 2001 : Tempête sous un Crâne, Galerie Valérie Cueto, Paris
- 2001 : Blanc, Galerie Valérie Cueto, Paris
- 2000 : Rouge, Galerie Valérie Cueto, Paris
- 1998 : Mouvements Perpétuels, Galerie Fabrice Galvani[15], Toulouse
- 1998 : Exposition Franco-Japonaise, Musée Osaki, Tokyo
- 1995 : Rencontre 95, Centre Julio Gonzalez, Arcueil
- 1994 : Parti Pris avant 1995, Centre d’Art Contemporain, Labastide-Rouairoux
- 1993 : Exposition des Diplômés de l’ENSBA, Paris

## Œuvres in situ

### Commande Publique
- 2017-2018 : Les Quatre Vivants, Cathédrale Saint-Pierre, Rennes[16]

### Commande Privée
- 2014 : Les Chapiteaux, Église Notre-Dame-des-Grâces, Toulouse[17]

## Collections
- Collection de Lithographies de la Bibliothèque nationale de France
- Collection d'Art Contemporain du Conseil Général de la Haute Garonne[3]

## Presse (sélection)
- La Gazette, 17 avril 1998, Article H.R.Rivière
- Libération (journal), 31 Oct. 2001, Article H.F.Debailleux
- L'Express, 17 novembre 2005, Article A.C.Cesari
- L'Opinion Indépendante, 30 décembre 2005, Article F.Marambat
- La Revue de la Céramique et du Verre, janvier/Février 2006, Article Michel Battle
- La Revue de la Céramique et du Verre, Mai/Juin 2010, Article A.Escandell
- La Revue de la Céramique et du Verre, juillet/Août 2015, Article D.Poiret
- La Revue de la Céramique et du Verre, janvier/Février 2016, Article D.Poiret